# Josef Bogner
Josef Bogner (Gersthofen, 29 de enero de 1939 - 23 de abril de 2020) fue un ingeniero hortícola y botánico alemán, especialista en aráceas. Destacó en el estudio de las monocotiledóneas, en especial en las araceæ realizando importantes aportaciones al debate científico sobre las mismas.

## Biografía
Realizó estudios de horticultura y cultivo de plantas ornamentales. Completó su formación en el Jardín Botánico de la Universidad de Cambridge entre 1962 y 1963; y realizó la ingeniería hortícola en el Instituto Estatal de Investigación y Enseñanza de horticultura en Weihenstephan en 1966.
Finalizados los estudios se trasladó a Francia donde empezó a trabajar en el Jardín Botánico Les Cèdres de Saint-Jean-Cap-Ferrat y a tener contacto con las araceæ tropicales. Un año después, en 1967 realizó un viaje de dos años por África oriental: Madagascar, Comoras, Seychelles y Mascareñas para investigar sobre las araceæ tropicales por ser endémicas.
A su regreso en 1969 empezó a trabajar en el Jardín Botánico Nymphenburg de Múnic, donde permaneció hasta el año 2000, periodo en el que realizó importantes colecciones de especies de araceæ vivas . Continuó con la investigación sobre las araceæ e incluyó en la misma el estudio de las monocotyledoneae. Las investigaciones le llevaron a viajar a diferentes regiones de clima subtropical —India, Sri Lanka, Sumatra, sur de China, África occidental y América tropical— donde obtuvo semillas y plantas que incorporó a su herbario.
Publicó el resultado de sus investigaciones así como materiales de sus propias colecciones de herbarios en publicaciones científicas de todo el mundo, hecho que le reportó alguna controversia. Aun así sus investigaciones han contribuido al estudio que otros grupos de científicos han realizado sobre las araceæ.
Falleció el 23 de abril de 2020 en su domicilio por causas naturales.

## Reconocimientos
- Doctor honoris causa por la Universidad Ludwig Maximilian de Múnic, (2004).[1]

## Algunas publicaciones
- josef Bogner. 2010. Deuterocohnia brevispicata (Bromeliaceae). Kakteen und andere Sukkulenten 61(2): 38 – 40
- ----. 2010. Are the flowers of the duckweeds (Araceae-Lemnoideae) bisexual or unisexual? Aroideana 33: 178 – 182
- z. Kvaček, josef Bogner. 2010. Aracistrobus, an enigmatic non-araceous fossil from the Eurasian Oligocene and Miocene. Zitteliana A50: 137 – 141
- li Heng, zhu Guanghua, josef Bogner. 2010. Acoraceae. En Flora of China 23: 1–2
- ----, ----, p.c. Boyce, j. Murata, w.l.a. Hetterscheid, josef Bogner, n. Jacobsen. 2010. Flora of China 23: 3 – 79
- josef Bogner. 2009. Cryptocoryne sivadasanii Bogner (Araceae), eine ungewöhnliche Art aus Indien. Aqua Planta 34: 88 – 95
- ----. 2009. Cryptocoryne cruddasiana Prain, eine endemische Art aus Myanmar (Burma). Aqua Planta 34: 4 – 13
- ----. 2009. Pycnospatha palmata Torel ex Gagnep. (Araceae) – rediscovered. Aroideana 32: 2 – 7
- ----. 2009. The free-floating Aroids (Araceae) – living and fossil. – Zitteliana 48/49: 113 – 128
- ----. 2009. The Genus Zomicarpella N.E.Br. (Araceae). Aroideana 32: 8 – 18
- ----, p.c. Boyce. 2009. Studies on the Schismatoglottideae (Araceae) of Borneo VI: A New Schismatoglottis species from Sarawak, Malaysian Borneo. Gardens' Bulletin Singapore 60(2): 175 – 183
- c.s. Bjora, e.g. Kwembeya, josef Bogner, i. Nordal. 2009. Geophytes diverging in rivers – a study on the genus Crinum, with two new rheophytic taxa from Cameroon. Taxon 58 (2): 561 – 571
- a. Haigh, s.y. Mayo, t. Croat, l. Reynolds, m. Mora Pinto, p.c Boyce, l. Lay, josef Bogner, b. Clark, c. Kostelac, a. Hay. 2009. Interactiv web-taxonomy for the Araceae: www.cate-araceae.org. Blumea 54: 13 – 15
- w.l.a. Hetterscheid, josef Bogner, j. Boos. 2009. Two new Caladium species (Araceae). Aroidena 32: 126 – 131
- c. Kasselmann, josef Bogner. 2009. Der Pollen von Aponogeton gottlebei Kasselmann & Bogner. Aqua Planta 34: 18 – 20
- ----, josef Bogner. 2009. Eine neue Aponogeton-Art (Aponogetonaceae) aus Madagaskar. Aqua Planta 33: 154 – 158
- s.y. Wong, p.c. Boyce, josef Bogner. 2009. Studies on Schismatoglottideae (Araceae) of Borneo VIII: A Review of Piptospatha elongata in Sarawak. Gardens' Bulletin Singapore 61(1): 217 – 233
- josef Bogner. 2007. Harry W.E. van Bruggen. Aqua Planta 32 ( 4): 143–145

### Monografías
- simon joseph Mayo, josef Bogner, peter c. Boyce. 1997. The genera of araceae. Ilustrado por Eleanor Catherine. Edición ilustrada de Royal Botanic Gardens, Kew, 370 pp. ISBN 1900347229
- hans-joachim Gregor, josef Bogner. 1984. Fossile Araceen Mitteleuropas und ihre rezenren Vergleichsformen. Volumen 19 de Documenta naturae. Editor Buchh. Kanzler, 27 pp.
- josef Bogner. 1975. Flore de Madagascar et des Comores: Aracées. Volumen 31. Editor Firmin-Didot

## Eponimia
Género
- (Araceae) Bognera Mayo & Nicolson[4]

Especies
- (Aponogetonaceae) Aponogeton bogneri H.Bruggen[5]
- (Araceae) Arisaema bogneri P.C.Boyce & H.Li[6]
- (Araceae) Chlorospatha bogneri Croat & L.P.Hannon[7]
- (Araceae) Cryptocoryne bogneri Rataj[8]
- (Araceae) Dracontium bogneri G.H.Zhu & Croat[9]
- (Araceae) Lagenandra bogneri de Wit[10]
- (Araceae) Schismatoglottis bogneri A.Hay[11]
- (Araceae) Stylochaeton bogneri Mayo[12]
- (Araceae) Typhonium bognerianum J.Murata & Sookch.[13]
- (Begoniaceae) Begonia bogneri Ziesenh.[14]
- (Commelinaceae) Palisota bogneri Brenan[15]
- (Convallariaceae) Aspidistra bogneri Tillich[16]
- (Crassulaceae) Bryophyllum bogneri (Rauh) V.V.Byalt[17]
- (Cyperaceae) Scirpodendron bogneri S.S.Hooper[18]
- (Gesneriaceae) Primulina bogneriana (B.L.Burtt) Mich.Möller & A.Weber[19]
- (Hanguanaceae) Hanguana bogneri Tillich & E.Sill[20]
- (Stemonaceae) Stichoneuron bognerianum Duyfjes[21]

Existen 153 registros IPNI de sus identificaciones y clasificaciones de nuevas especies, las que publica habitualmente en : Sukkulent; Nation. Cact. Succ. J. (U.K.); Handb. Sukkulent. Pfl.; Jahrb. Deutsch. Kakt. Ges.; Cactus; Wochenschr. Aquar.- u. Terrarienkunde; Backeb. Descr. Cact. Nov.